# Крекінг-установки у Шанхаї (SPC)
Крекінг-установки у Шанхаї (SPC) — складові частини виробничого майданчика Shanghai Petrochemical Company (дочірня компанія Sinopec), розташованого на північному узбережжі затоки Ханьчжоувань.
У 1989-му Shanghai Petrochemical запустила на майданчику в Цзіньшань установку парового крекінгу, здатну виробляти 120 тисяч тонн етилену. За кілька років, на початку 1990-х, тут же стала до ладу друга установка з показником у 300 тисяч тонн, після чого протягом десятиліття їхню потужність наростили до 150 та 700 тисяч тонн відповідно.
Як сировину обидві установки використовували газовий бензин та ще більш важке дизельне паливо, при цьому частка останнього на меншому з об'єктів досягала 70 % (на більш потужній установці — 40 %). Це надавало можливість продукувати також велику кількість інших, аніж етилен, ненасичених вуглеводнів — бутадієну (115 тисяч тонн) та пропілену.
У своєму звіті за 2017 рік Shanghai Petrochemical зазначає серед своїх потужностей лише одну установку з показником 700 тисяч тонн (фактичне використання об'єкту відбувалось з перевищенням проектного режиму, що дозволило отримати 770 тисяч тонн етилену). При цьому на майданчику працював цілий ряд похідних виробництв, здатних продукувати 408 тисяч тонн поліетилену, 525 тисяч тонн етиленгліколю і товарного оксиду етилену, 86 тисяч тонн вінілацетату та 400 тисяч тонн поліпропілену на рік.
Можливо також відзначити, що з 2005 року в Шанхаї працює потужна піролізна установка, створена Sinopec в партнерстві з British Petroleum, яка з 2017-го перейшла під повний контроль китайської сторони.